# Барруфет, Давид
Давид Барруфет-и-Бофиль (кат. David Barrufet i Bofill, родился 4 июня 1970 года в Барселоне) — легендарный испанский гандболист, в 1988—2010 годах бессменный вратарь гандбольного клуба «Барселона»; чемпион мира 2005 года и дважды бронзовый призёр Олимпийских игр в составе национальной сборной Испании. В 2001 и 2002 годах признавался лучшим вратарём в мире по версии Международной федерации гандбола. Является рекордсменом по числу игр за национальную сборную (280).
Барруфет дебютировал в составе клуба в возрасте 18 лет, начав играть за юниорскую команду в возрасте 14 лет. Он посвятил всего 26 лет игре за клуб, завершив игровую карьеру в июне 2010 года. В знак уважения номер 16 закреплён за Барруфетом в клубе.

## Достижения

### Сборная Испании
- Бронзовый призёр Олимпийских игр: 2000, 2008
- Чемпион мира: 2005
- Победитель Суперкубка мира: 2003
- Серебряный призёр чемпионата Европы: 1996, 1998, 2006
- Бронзовый призёр чемпионата Европы: 2000

### Клубные

#### Национальные соревнования
- Чемпион Испании (Лига АСОБАЛ): 1987/1988, 1988/1989, 1989/1990, 1990/1991, 1991/1992, 1995/1996, 1996/1997, 1997/1998, 1998/1999, 1999/2000, 2002/2003, 2005/2006.
- Победитель Кубка Испании (Кубок Короля): 1987/1988, 1989/1990, 1992/1993, 1993/1994, 1996/1997, 1997/1998, 1999/2000, 2003/2004, 2006/2007, 2008/2009, 2009/2010.
- Победитель Кубка АСОБАЛ: 1994/1995, 1995/1996, 1999/2000, 2000/2001, 2001/2002, 2009/2010.
- Победитель Суперкубка Испании: 1988/1989, 1989/1990, 1990/1991, 1991/1992, 1993/1994, 1996/1997, 1997/1998, 1999/2000, 2000/2001, 2003/2004, 2006/2007, 2009/2010.
- Победитель Пиренейского чемпионата: 1997, 1998, 1999, 2000, 2001, 2003, 2005, 2006, 2007, 2009.
- Чемпион Каталонии: 1987/1988, 1990/1991, 1991/1992, 1992/1993, 1993/1994, 1994/1995, 1996/1997.

#### Международные соревнования
- Победитель Кубка Европы: 1990/1991, 1995/1996, 1996/1997, 1997/1998, 1998/1999, 1999/2000, 2004/2005.
- Победитель Кубка обладателей кубков: 1993/1994, 1994/1995.
- Победитель Кубка ЕГФ: 2002/2003.
- Победитель Суперкубка Европы: 1997, 1998, 1999, 2000, 2004.

### Личные
- Лучший вратарь мира по версии Международной федерации гандбола: 2001 и 2002
- Лучший вратарь чемпионата мира 2001 года[2]
- Лучший вратарь чемпионатов Испании: 2002/2003, 2003/2004[3]
- Рекордсмен сборной Испании по числу игр (280)[4]

## Личная жизнь
Давид Барруфет имеет диплом юриста и с 2010 года работает в «Барселоне» уже как юрист, решая различные юридические и финансовые вопросы.
Женат, супругу зовут Мари Кармен Торребехан. Есть двое детей. У Давида был брат, умерший в 1998 году, и всю свою дальнейшую карьеру Давид посвятил именно его памяти.